# Hannes Stefánsson

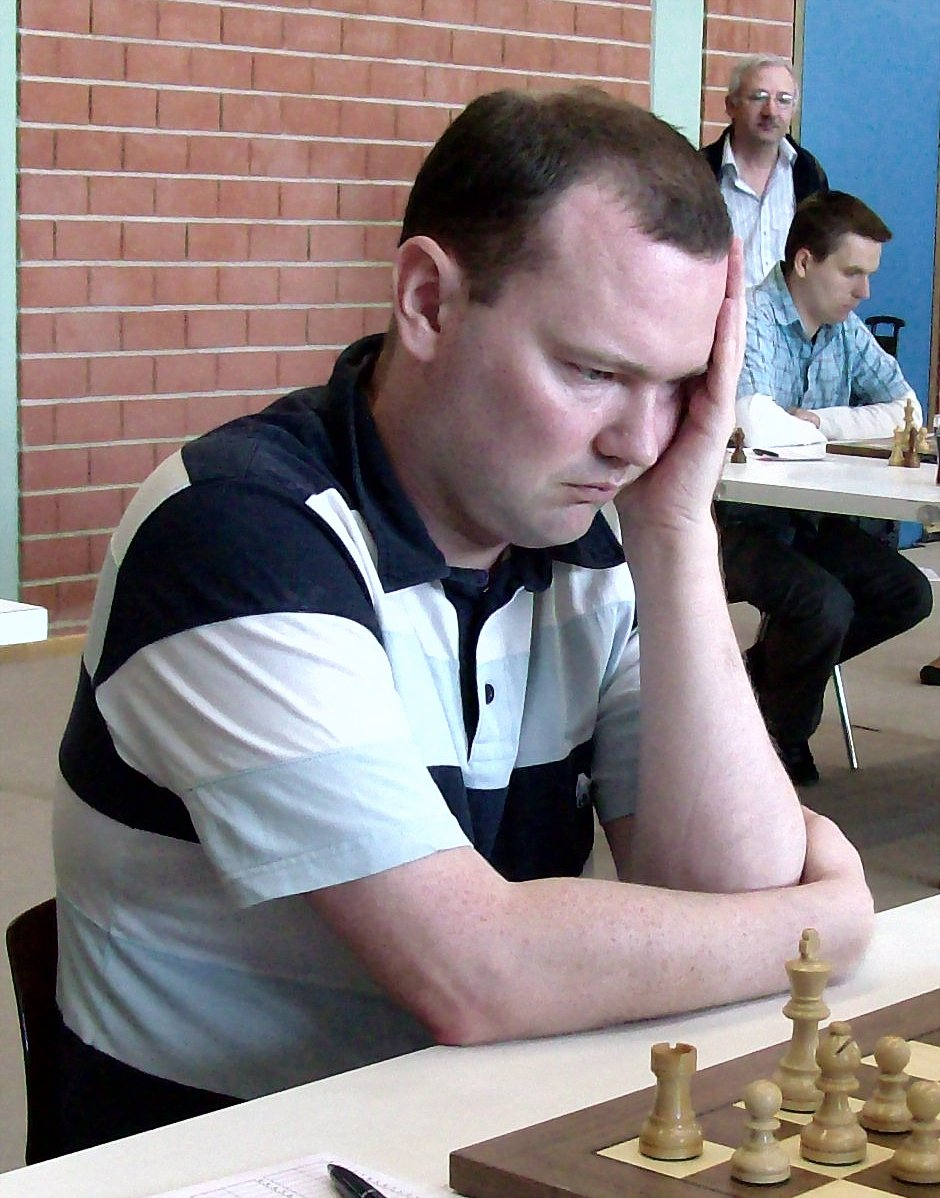
Hannes Stefánsson, 2008

Hannes Stefánsson (geboren 18 juli 1972) is een IJslands schaker met FIDE-rating 2508 in 2017. Hij is sinds 1993 een grootmeester (GM).

## Schaakcarrière
Hannes won 11 keer het IJslands schaakkampioenschap; de eerste keer was in 1998. Bij het kampioenschap van IJsland in 2005 eindigde hij met 9 pt. uit 11 op de eerste plaats.
In 1998 won hij het Lost Boys Toernooi in Antwerpen.
In 1993 won hij in Athene het Acropolis International toernooi. In 2009 werd hij gedeeld 1e-4e met Hedinn Steingrimsson, Yuriy Kryvoruchko en Mihail Marin in het Reykjavik Open toernooi. In 2015 won hij het internationale Open toernooi van Teplice in de Tsjechische Republiek.